# 蓮茸包

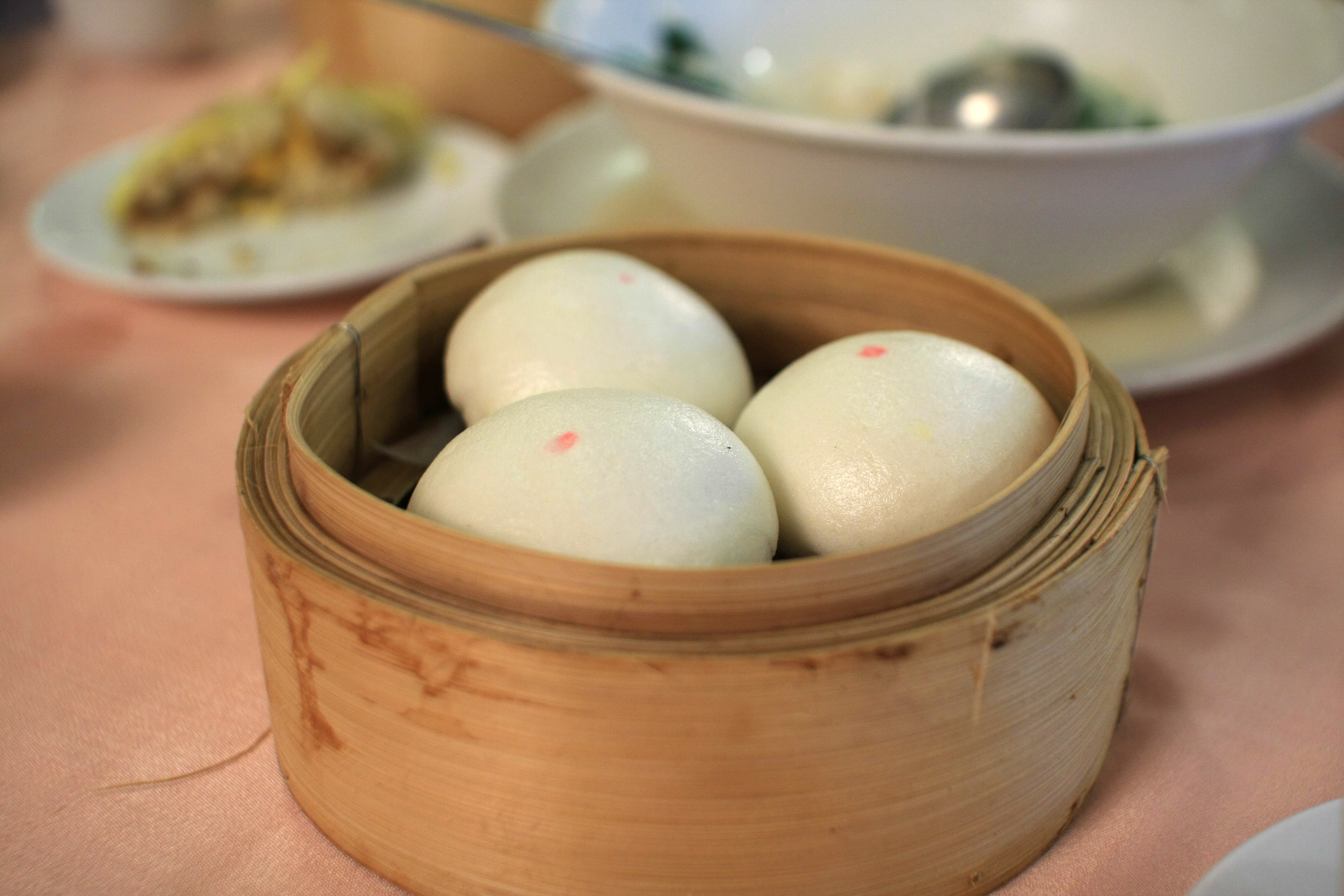
粵式酒樓所供應的蓮蓉包

蓮茸包，俗寫蓮蓉包，是廣東、香港和澳門地區常見的點心，是以蓮蓉為餡做成的蒸包，為廣式點心的一種 。

## 做法
蓮蓉包是將湘蓮以豬油搓成蓮蓉，加糖與油攪拌成的餡，放入中式白蒸包之「皮」內，在蒸籠裏蒸約十五分鐘即成。

## 參看
- 壽桃包
- 麻茸包
- 奶黃包